# Cyrtodactylus wangkulangkulae
Cyrtodactylus wangkulangkulae es una especie de gecos de la familia Gekkonidae.

## Distribución geográfica
Es endémica del extremo sur de la Tailandia peninsular.